# Peter Wehlauer
Peter Wehlauer (* 1942 in Bühl; † 31. März 2010) war ein deutscher Koch.

## Werdegang
Wehlauer war in den 1970er Jahren Küchenchef im Parkhotel Wehrle in Triberg. Mitte der 1980er Jahre leitete er das Restaurant Burg Windeck in Bühl, wo er mit zwei Michelin-Sternen ausgezeichnet wurde.
In den späten 1980er Jahren leitete er die Restaurants Bühlerhöhe bei Bühl und Schloss Fuschl in Salzburg, die beide im Besitz der Max-Grundig-Stiftung waren. In den 1990er Jahren leitete er das Hotel Badischer Hof in Bühl, und später das eigene Restaurant Wehlauer’s Papalangi in Baden-Baden.

## Mitgliedschaften
- Cercle des Chefs de Cuisine Berne (CCCB)[5]

## Auszeichnungen
- Zwei Michelin-Sterne
- 1987–1989, Spitzenkoch des Jahres im Schlemmer Atlas[6]

## Publikationen
- Baden mit Leib und Seele, mit anderen Autoren. Verlag Zabert Sandmann, München 1992, ISBN 3-924678-34-0